# Station Arcugowo
Station Arcugowo is een spoorwegstation in de Poolse plaats Arcugowo.